# Сиккимский язык
Сикки́мский язык (бхутия; самоназвание: dranjongke, bras ljongs skad) — язык сиккимских бхотия (сиккимцев), распространённый на севере индийского штата Сикким, расположенного между Непалом и Бутаном. Относится к тибето-бирманским языкам.
Наряду с дзонг-кэ, государственным языком Бутана, и несколькими другими менее известными идиомами сиккимский является одним из наречий южнотибетского языка.